# Federico Amador
Federico Amador (n. 23 octombrie 1975, Buenos Aires, Argentina) este un actor și cântăreț argentinian. El a avut rolul principal, cel al lui Thomas Parker, în serialul "Nini" , care a fost difuzat la Disney Channel. Acesta este căsătorit cu actrița și cântăreața Florencia Bertotti.

## Televiziune
- 2003 Malandras
- 2004 Jesús, el heredero
- 2004 Mosca & Smith
- 2004 Los secretos de papá
- 2006 El tiempo no para
- 2007 La ley del amor
- 2007 Amor mio (México)
- 2007 Casi ángeles
- 2007 Lalola
- 2008 Mujeres de nadie
- 2008 Los exitosos Pells (Argentina)|Los exitosos Pells
- 2009 Niní
- 2010 Secretos de amor
- 2011-2012 Herederos de una venganza
- 2013 Historias de corazón
- 2013 Celebrity Splash
- 2014 Mis amigos de siempre